# Villa Emiliano Zapata
Villa Emiliano Zapata es una localidad del estado mexicano de Jalisco. Es parte del municipio de Tizapán el Alto.

## Toponimia
El nombre de la localidad rinde homenaje a Emiliano Zapata, héroe de la Revolución mexicana.

## Demografía
| Gráfica de evolución demográfica |
|                                  |

| Censo | Población |
| ----- | --------- |
| 1910  | 268       |
| 1921  | 320       |
| 1930  | 700       |
| 1940  | 1 119     |
| 1950  | 1 249     |
| 1960  | 1 728     |
| 1970  | 2 133     |
| 1980  | 2 716     |
| 1990  | 2 924     |
| 2000  | 2 884     |
| 2010  | 2 869     |
| 2020  | 3 107     |